# Uschi
Uschi ist ein weiblicher Vorname.

## Herkunft und Bedeutung
Uschi ist eine deutsche Kurz- und Koseform des Namens Ursula.

## Namensträgerinnen
- Uschi Bauer (* 1950), deutsche Schlagersängerin
- Uschi Brüning (* 1947), deutsche Jazz- und Soul-Sängerin und Songautorin
- Uschi Digard (* 1948), schwedische Schauspielerin und Fotomodell
- Uschi Disl (* 1970), deutsche Biathletin
- Uschi Eid (* 1949), deutsche Politikerin
- Uschi Fellner (* 1962), österreichische Journalistin und Medienmacherin
- Uschi Flacke (* 1949), deutsche Autorin und Kabarettistin
- Uschi Freitag (* 1989), deutsche Turm- und Wasserspringerin
- Uschi Glas (* 1944), deutsche Schauspielerin
- Uschi Holl (* 1982), deutsche Fußballspielerin
- Uschi Karnat (* 1952), deutsche Schauspielerin
- Uschi Keszler (* 1947), deutsche Eiskunstläuferin und -trainerin
- Uschi Nerke (* 1944), deutsche Architektin und Moderatorin
- Uschi Obermaier (* 1946), deutsches Fotomodell
- Uschi (P.), Pseudonym von Ursula Peysang (1953–1991), deutsche Schlagersängerin
- Uschi Profanter (* 1968), österreichische Kanutin
- Uschi Reich (* 1949), deutsche Filmproduzentin
- Uschi Zietsch (* 1961), deutsche Autorin

## Fiktive Figuren
- Uschi Blum, eine Schöpfung von Hape Kerkeling
- Uschi, eine Figur aus Der Schuh des Manitu

## Musik
- Lied des Schweizer Musikers Stephan Sulke, siehe Uschi (Lied)